# Patrick Vial
Patrick Vial (Parigi, 24 dicembre 1946) è un ex judoka francese.

## Palmarès
- Giochi olimpici

Montreal 1976: bronzo nei 70 kg.